# Нове-Място-над-Вартою (гміна)
Гміна Нове-Място-над-Вартою (пол. Gmina Nowe Miasto nad Wartą) — сільська гміна у північно-західній Польщі. Належить до Сьредського повіту Великопольського воєводства.
Станом на 31 грудня 2011 у гміні проживало 9126 осіб.

## Територія
Згідно з даними за 2007 рік площа гміни становила 119.54 км², у тому числі:
- орні землі: 69.00%
- ліси: 21.00%

Таким чином, площа гміни становить 19.18% площі повіту.

## Населення
Станом на 31 грудня 2011:
| Опис     | Загалом | Загалом | Чоловіки | Чоловіки | Жінки | Жінки |
| -------- | ------- | ------- | -------- | -------- | ----- | ----- |
| одиниця  | осіб    | %       | осіб     | %        | осіб  | %     |
| все      | 9126    | 100     | 4570     | 50.08    | 4556  | 49.92 |
| міське   | 0       | 100     | 0        |          | 0     |       |
| сільське | 9126    | 100     | 4570     | 50.08    | 4556  | 49.92 |

## Сусідні гміни
Гміна Нове-Място-над-Вартою межує з такими гмінами: Жеркув, Ксьонж-Велькопольський, Кшикоси, Мілослав, Ярачево, Яроцин.